# .bl
.bl è un dominio di primo livello nazionale riservato alla collettività d'oltremare Saint-Barthélemy.